# Scioto megye
Scioto megye az Amerikai Egyesült Államokban, azon belül Ohio államban található. Megyeszékhelye és legnagyobb városa Portsmouth. Lakosainak száma 74 008 fő (2020. április 1.). Scioto megye Adams, Pike, Jackson, Lawrence, Greenup és Lewis megyékkel határos.

## Népesség
A megye népességének változása:
| Lakosok száma | 79 537 | 79 238 | 78 592 | 78 153 | 76 825 | 74 008 |
|               | 2010   | 2011   | 2012   | 2013   | 2015   | 2020   |